# Плене-Жюгон
Плене́-Жюго́н (фр. Plénée-Jugon, брет. Plened-Yugon, галло Plénét) — коммуна во Франции, находится в регионе Бретань. Департамент — Кот-д’Армор. Центр кантона Плене-Жюгон. Округ коммуны — Сен-Бриё. Расположена приблизительно в 360 км к западу от Парижа, в 65 км северо-западнее Ренна, в 32 км к юго-востоку от Сен-Бриё, в 3 км от национальной автомагистрали N12. Через территорию коммуны протекает река Л’Аргенон. В 3 км к востоку от центра коммуны находится железнодорожная станция Плене-Жюгон линии Париж-Брест.
Население (2019) — 2 429 человек.

## Достопримечательности
- Аббатство Нотр-Дам-де-Бокан[фр.]. Женский цистерцианский монастырь, основан в 1137 году. Исторический памятник с 1938 года[2]
- Два менгира (эпоха неолита). Исторический памятник с 1963 года[3]
- Крытый проход Ла-Рош-о-Фе. Исторический памятник с 1970 года[4]
- Церковь Святого Петра
- Шато Муссей

## Экономика
Структура занятости населения:
- сельское хозяйство — 18,0 %
- промышленность — 8,2 %
- строительство — 14,6 %
- торговля, транспорт и сфера услуг — 19,6 %
- государственные и муниципальные службы — 39,6 %

Уровень безработицы (2018) — 8,4 % (Франция в целом —  13,4 %, департамент Кот-д’Армор — 11,5 %). 

Среднегодовой доход на 1 человека, евро (2018) — 20 680 (Франция в целом — 21 730, департамент Кот-д’Армор — 21 230).
В 2007 году среди 1415 человек в трудоспособном возрасте (15—64 лет) 1005 были экономически активными, 410 — неактивными (показатель активности — 71,0 %, в 1999 году было 69,7 %). Из 1005 активных работали 945 человек (523 мужчины и 422 женщины), безработных было 60 (23 мужчины и 37 женщин). Среди 410 неактивных 126 человек были учениками или студентами, 127 — пенсионерами, 157 были неактивными по другим причинам.

## Демография
Динамика численности населения, чел.

## Администрация
Пост мэра Плене-Жюгона с 2020 года занимает Сюзанна Бурде (Suzanne Bourdé). На муниципальных выборах 2020 года возглавляемый ею список победил в 1-м туре, получив 50,70 % голосов.
| Период | Период | Фамилия        | Партия                  | Примечания                                                            |
| ------ | ------ | -------------- | ----------------------- | --------------------------------------------------------------------- |
| 1977   | 2001   | Клоди Лебретон | Социалистическая партия | физиотерапевт, президент Генерального совета департамента (1997-2015) |
| 2001   | 2008   | Раймон Герен   | Социалистическая партия | фермер                                                                |
| 2008   | 2020   | Жерар Ле Кан   | Коммунистическая партия | профессор, сенатор (1998-2014)                                        |
| 2020   |        | Сюзанна Бурде  |                         | учительница                                                           |

## Галерея

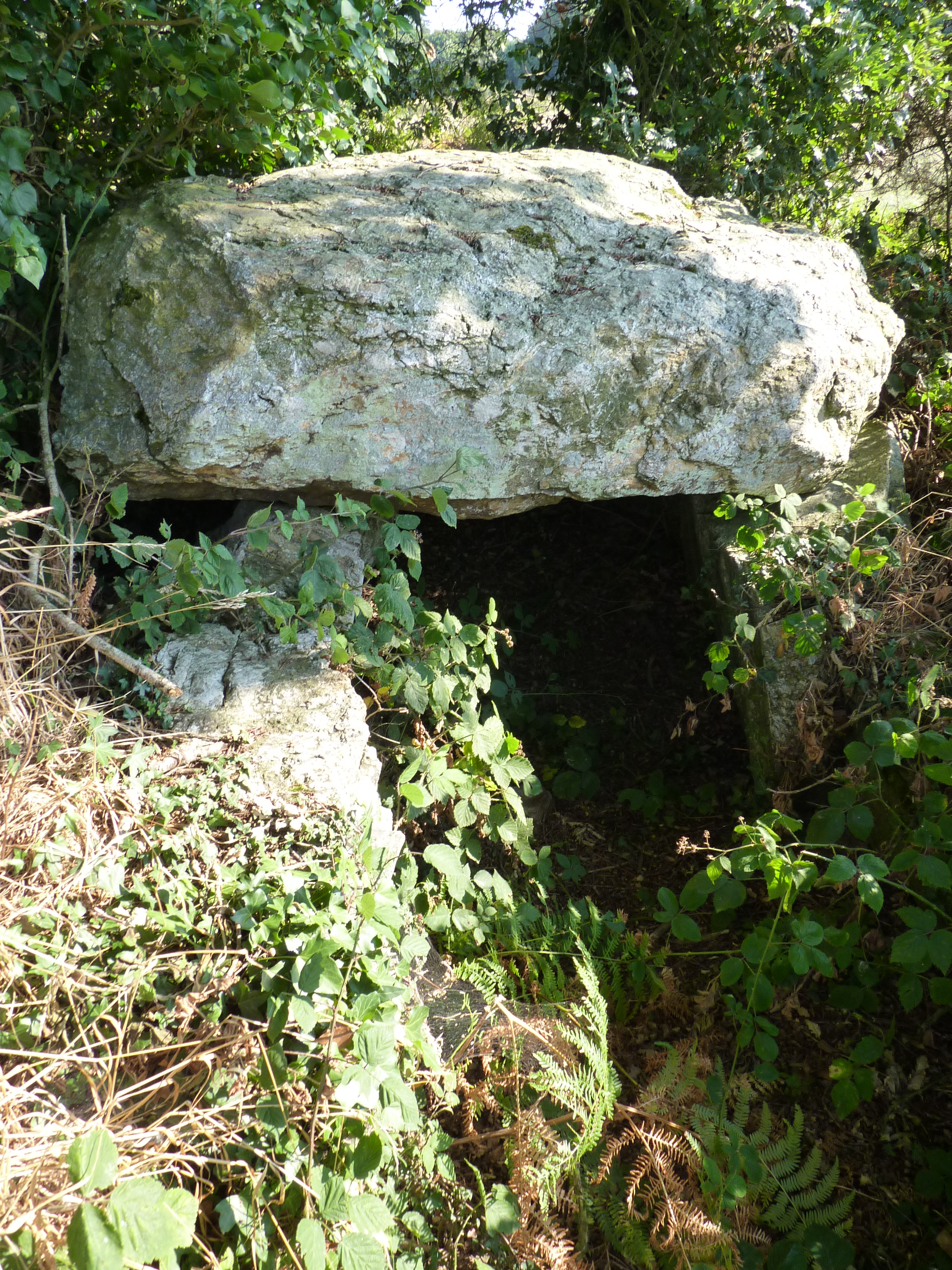
Крытый проход Ла-Рош-о-Фе
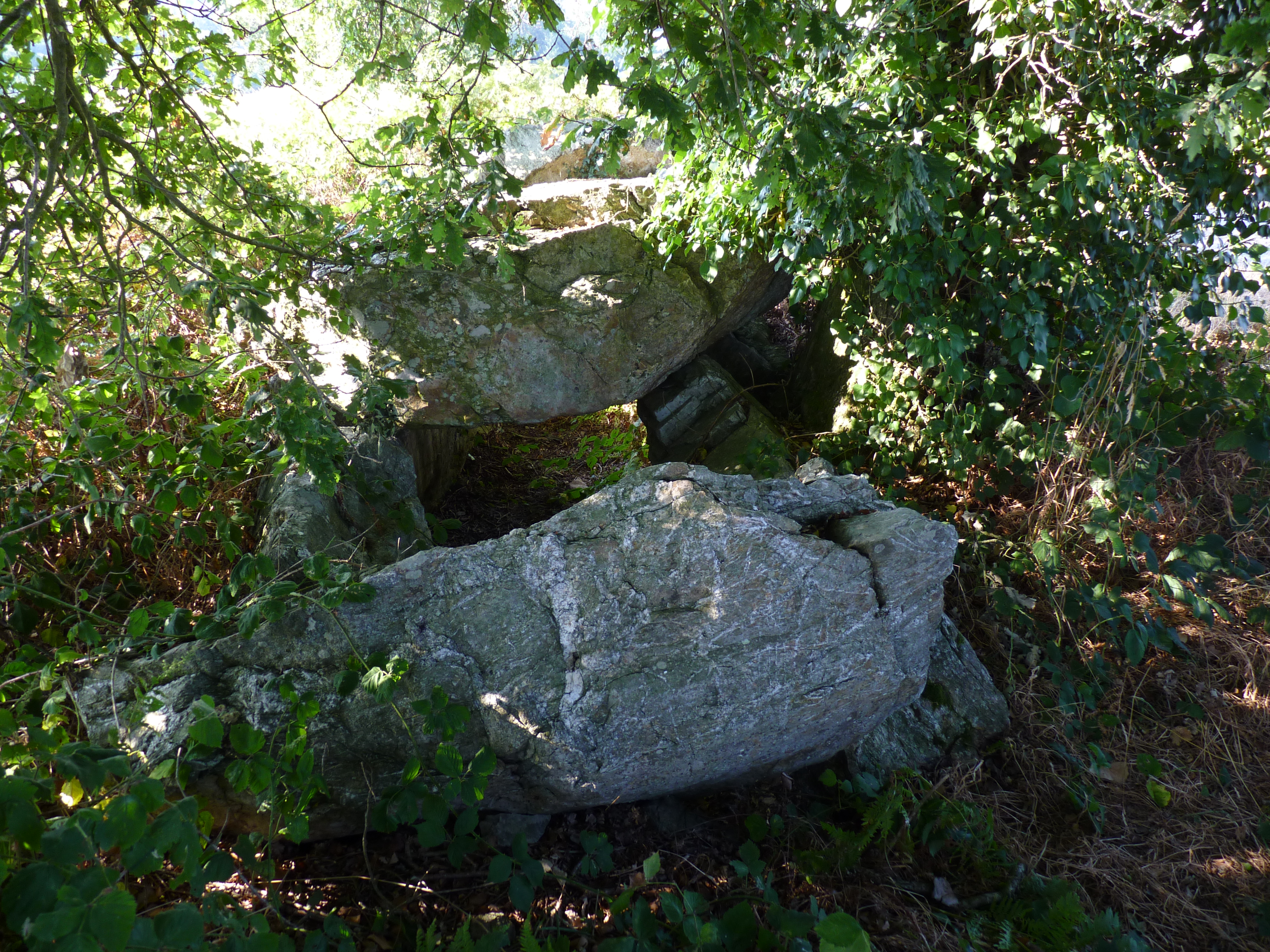
Крытый проход Ла-Рош-о-Фе
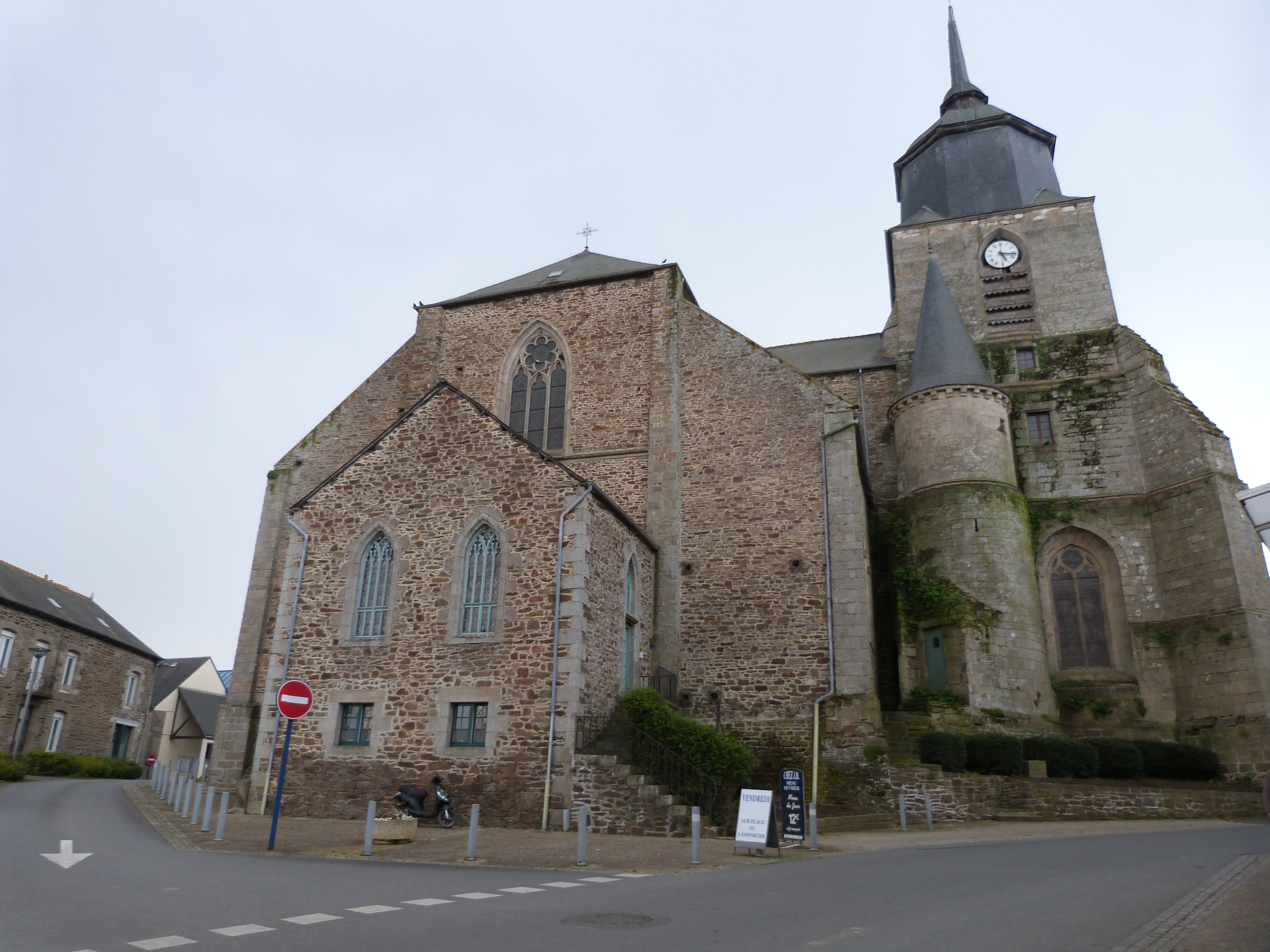
Церковь Святого Петра